# Hiéroglyphe égyptien R3

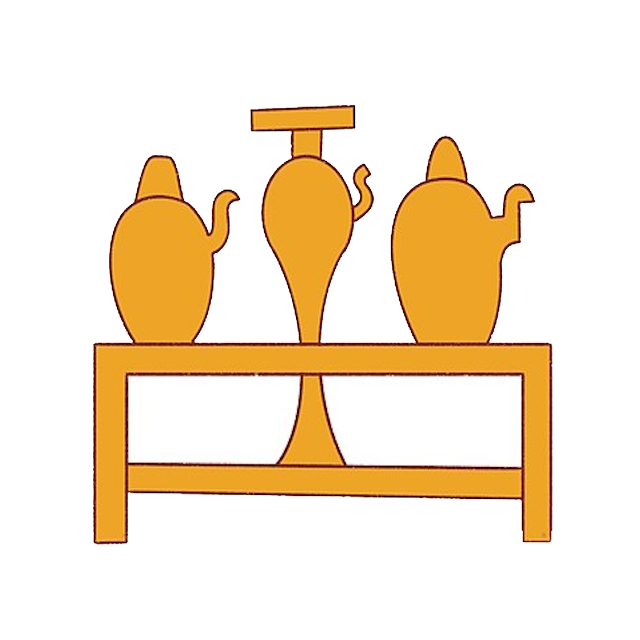
Version hiéroglyphique

La table d'offrandes portative en hiéroglyphes égyptiens, est classifiée dans la section R « Mobilier cultuel et emblèmes sacrés » de la liste de Gardiner ; cet hiéroglyphe y est noté R3.

## Représentation
Il représente une petite table d'offrandes portative à apparence variable sur laquelle est disposé selon les occurrences des vases à offrande ou à libation, des pains parfois en tranche et autres. Il est translittéré wḏḥw ou wdḥw.

## Utilisation
C'est un idéogramme ou déterminatif du terme wḏḥw (pour wdḥw par faux archaïsme) :
| V24 | w | D · H | w | R3 |

| V24 | w | D · H | w | R3 |

| Y3 | R3 |

| Y3 | R3 |